# Michael Carøe
Michael Carøe (født d. 11. oktober 1960) er en dansk entertainer, sanger, komiker, tv-vært etc. Han fik sit gennembrud i komiker-trioen Plat (sammen med Peter Kær og Mads Keiser) og på Kanal 2's Morgenflimmer. 
Han er uddannet skuespiller fra Statens Teaterskole og har siden beskæftiget sig med forskellige grene inden for underholdningsbranchen. Bl.a. er han en populær crooner, men gør det også stadig som komiker.
Har på tv optrådt i bl.a. Morgenflimmer, Eleva2ren og i tv-serien Klovn (hvor han spiller sig selv).
Han er kendt som stor fan af F.C. København, og har i den anledning indspillet flere af klubbens slagsange sammen med gruppen Det Fede Net. 
Han er vært for "Så Det Synger" på TV2.
Han er også med i Mikkel og Guldkortet hvor han spiller "Far".

## Filmografi
- Boksning (1988)  – Frank
- Århus by Night (1989) – Flemming Jørgensen
- Farlig leg (1990) – Michael
- De nøgne træer (1991) – Leos stemme
- Roser og persille (1993) – Peter
- Mimi og madammerne (1998) – Klaus
- Olsen-bandens sidste stik (1998) – Studievært
- Fartstriber (2005) – Gås (dansk stemme)
- Sprængfarlig bombe (2006) – Frederik
- Klovn: The Movie (2010)
- Klovn The Final (2020)

### Tv-serier
- Mor er major, afsnit 2, 5 og 6 (1985) – Jensen
- Frihetens skugga (1994) – Gamle vens stemme
- Hjerteflimmer (1998) – Erling
- Skjulte spor, afsnit 15 (2001) – Sebastian
- Nikolaj og Julie, afsnit 19 (2003) – Michael Walter
- Er du skidt, skat?, afsnit 2 (2003) – Medlem af frimurerlogen
- Forsvar, afsnit 4, 9, 16 og 17 (2003-2004) – Bjarne Duelund Pedersen
- Julie (2005) – Trines far
- Ørnen, afsnit 17-18 (2006) – Frederik von Halle
- Sommer, afsnit 5-7, 9-13, 15-16 og 19 (2008) – Andy
- Mikkel og Guldkortet (julekalender) (2008) – Far
- Julestjerner (julekalender) (2012) – Rocko
- Klovn (2005-2009) – Carøe

### Tegnefilm
- Oliver & Co. (1988) – Smutter
- Bernard og Bianca: SOS fra Australien (1990) – Jack
- Svaneprinsessen (1994) – Grovbert
- Dinosaurerne (2000) – Bruton
- Ice Age (2002) – Diego
- Sinbad (2003) – Sinbad
- Ice Age 2: På tynd is (2006) – Diego
- Ice Age 3: Dinosaurerne kommer (2009) – Diego
- Æblet & ormen (2009) – Syngende Kirsebær
- Prinsessen og frøen (2009) – Dr. Facilier
- Ice Age 4: På gyngende grund (2012) – Diego
- Ice Age 5: Den vildeste rejse (2016) – Diego